# Ölands domsagas tingslag
Ölands domsagas tingslag var ett tingslag i Kalmar län.
Tingslaget bildades den 1 januari 1943 (enligt beslut den 8 september 1939 och den 23 oktober 1942) genom av ett samgående av Ölands norra mots tingslag och Ölands södra mots tingslag. 1969 upplöstes tingslaget och verksamheten överfördes till Möre och Ölands domsagas tingslag.
Tingslaget ingick i Ölands domsaga, bildad 1649.

## Kommuner
Tingslaget bestod av 35 kommuner när det bildades, vilket minskades till sju kommuner efter kommunreformen den 1 januari 1952. 1 januari 1967 upphörde Ottenby landskommun då den uppgick i Mörbylånga landskommun.

### Från 1943
- Alböke landskommun
- Algutsrums landskommun
- Borgholms stad
- Bredsätra landskommun
- Böda landskommun
- Egby landskommun
- Föra landskommun
- Glömminge landskommun
- Gräsgårds landskommun
- Gårdby landskommun
- Gärdslösa landskommun
- Hulterstads landskommun
- Högby landskommun
- Högsrums landskommun
- Kastlösa landskommun
- Källa landskommun
- Köpings landskommun
- Långlöts landskommun
- Löts landskommun
- Mörbylånga köping
- Mörbylånga landskommun
- Norra Möckleby landskommun
- Persnäs landskommun
- Resmo landskommun
- Runstens landskommun
- Räpplinge landskommun
- Sandby landskommun
- Segerstads landskommun
- Smedby landskommun
- Stenåsa landskommun
- Södra Möckleby landskommun
- Torslunda landskommun
- Ventlinge landskommun
- Vickleby landskommun
- Ås landskommun

### Från 1952
- Borgholms stad
- Gärdslösa landskommun
- Köpingsviks landskommun
- Mörbylånga landskommun
- Ottenby landskommun
- Torslunda landskommun
- Ölands-Åkerbo landskommun

### Från 1967
- Borgholms stad
- Gärdslösa landskommun
- Köpingsviks landskommun
- Mörbylånga landskommun
- Torslunda landskommun
- Ölands-Åkerbo landskommun

## Geografi
Ölands domsagas tingslag omfattade den 1 januari 1952 en areal av 1 346,78 km², varav 1 341,59 km² land.